# 亚阔颈螳属
亚阔颈螳属（学名：Asiadodis）为螳科的一个属。

## 下属物种
本属包括以下物种：
- 虾蛄亚瘰螳 Asiadodis squilla Saussure, 1869
- 云南亚瘰螳 Asiadodis yunnanensis (Wang & Liang, 1995)